# Talkandang (Situbondo)
Talkandang is een bestuurslaag in het regentschap Situbondo van de provincie Oost-Java, Indonesië. Talkandang telt 6267 inwoners (volkstelling 2010).